# Zyzomys
Genre
Zyzomys est un genre de mammifères rongeurs australiens de la sous-famille des Murinae. On les appelle aussi « rats des rochers ».

## Description
Le genre Zyzomys a été défini par Oldfield Thomas en 1909. Comme Abditomys, Apodemus, Micromys, Mus (souris) et Rattus (rat), il est un des 120 genres de Murinés.
Il comprend des rongeurs de taille moyenne, pesant entre 35 et 140 g. Leur corps mesure entre 8 et 18 cm, auquel s'ajoute une épaisse queue longue de 9 à 14 cm. Leur museau est caractéristique, de même que le renflement cutané de la queue, dont l'épaisseur augmente avec l'âge. Lorsque celle-ci, très fragile, est trop écorchée, le zyzomys peut l'amputer. Les oreilles sont assez petites et arrondies. Les femelles ont quatre mamelles.
Leur pelage est couleur sable, fauve ou grisâtre, plus foncé sur le dos et blanchâtre sur le ventre. Les extrémités des pattes, courtes et larges, sont blanches. La queue est recouverte d'une fourrure blanche ou bicolore.

## Liste des espèces
- Zyzomys argurus Thomas, 1889
- Zyzomys maini Kitchener, 1989
- Zyzomys palatilis Kitchener, 1989
- Zyzomys pedunculatus Waite, 1896
- Zyzomys woodwardi Thomas, 1909

## Répartition géographique
Ces espèces sont endémiques de l'Australie, et n'ont été trouvées que dans une quinzaine de sites du Queensland et du Territoire du Nord, dans la région d'Alice Springs et dans la chaîne des monts MacDonnell.

## Habitat
Le zyzomys habite les zones rocheuses. Z. argurus fréquente des habitats secs ou arides tandis que Z. woodwardi habite plutôt dans les régions pluvieuses.

## Biologie
Le zyzomys est nocturne et essentiellement végétarien : il se nourrit de graines de plusieurs dizaines d'espèces d'herbes ou d'arbustes ainsi que de fruits. Occasionnellement, il peut manger des insectes.
Chaque individu défend un territoire d'environ 1000 m² mais la densité de population varie selon la saison : elle est la plus élevée au début de la saison des pluies, de septembre à janvier.
Le zyzomys atteint sa maturité sexuelle vers quatre mois. Les femelles peuvent avoir plusieurs portées dans l'année, mais la mise bas est plus fréquente en mai. À l'issue d'une période de gestation d'un mois, naissent de un à six jeunes. La longévité peut dépasser deux ans.

## Abondance
Les zyzomys sont des espèces menacées. Les zyzomys ne furent découverts qu'en 1896 et Z. pedunculatus n'a pas été vu depuis 1960. Le genre a été supposé éteint en 1970. Toutefois, Zyzomys argurus, le moins rare, a été redécouvert en 1996 dans la région des monts MacDonnell. En 2002, on a retrouvé sa trace dans les zones désertiques de la région d'Alice Springs.
Les zyzomys figurent sur la Liste rouge de l'UICN 2002 des espèces extrêmement menacées de l'UICN (Union Internationale pour la Conservation de la Nature) et Z. pedunculatus sur l'annexe I de la Cites (Convention on International Trade in Endangered Species of Wild Fauna and Flora, i.e. Convention sur le commerce international des espèces de faune et de flore sauvages menacées d'extinction, dite de Washington).

## Dictionnaire
Le mot Zyzomys figure dans de nombreux dictionnaires en dernière position.